# Smrt si říká Engelchen
Smrt si říká Engelchen (slovensky Smrť sa volá Engelchen, 1959) je autobiografický román slovenského spisovatele Ladislava Mňačka, odehrávající se převážně za druhé světové války.
Román začíná v posledních hodinách války, ale retrospektivně se vrací do minulosti do vesnice Ploština. Hlavní hrdina – partyzán Voloďa – je těsně před koncem války zraněn ve Vsetíně kulkou do páteře. Lidé jej odvezou do bezpečí. Pak se stává prvním pacientem v nemocnici, kde se o něj pečlivě stará nejen lékař, ale i zdravotní sestra Eliška. V této době je mu nejčastější společnicí, ale po vzájemně opětovaných citech i životní láskou. Elišce Voloďa vypráví o kopaničářské vesnici Ploštině, kde se skrývali jako partyzáni se svým oddílem. Zde Voloďa poznal krásnou Židovku Martu. Zamiluje se do ní a i Marta sdílí stejné pocity. Zároveň ale spí s německými veliteli, aby mohla zásobit partyzány informacemi. Toto tajemství před Voloďou skrývá, ale on jej nejasně tuší. 
Jednou partyzáni přepadnou vozy s německým generálem a dalšími vysoce postavenými vojáky. Pavlovy obavy ohledně Marty se zde potvrdí. Marta totiž během útoku na konvoj zabije německého generála.  Od té doby se jim začíná vést špatně. Do oddílu přicházejí dva tajní zvědové, kteří využijí paniky kolem výbuchu pancéřové pěsti a unikají. Výbuch však těžce zranil velitele partyzánů – Rusa Nikolaje. Nikolaj se pak sám zastřelí. Oddíl dostává jiného velitele, Grišku, který se snaží novým systémem udržet disciplínu. Morálka ale upadá a i přesto že on sám chce ať zůstanou na Ploštině a brání ji před případnými útoky Němců, ho ostatní partyzáni přehlasují a všichni odcházejí ponechavše Ploštinu svému osudu. Když se na ní za čas vrátí, zjišťují, že ji Němci vypálili a všechny muže pozabíjeli. Marta a partyzán Karel tyto hrůzy tajně sledovali z dálky. Karel se pod tíhou děsivých událostí zastřelil. 
Marta navštěvuje Voloďu v nemocnici. Říká mu, že odjíždí do Kanady. Až později se Voloďa dozvídá, že spáchala sebevraždu. Netížily jí pouze válečné zážitky, ale i svědomí a pocit zrady tím, že sloužila Němcům. Román končí Voloďovým rozhodnutím, že najde německého velitele Engelchena, který způsobil smrt tolika lidem.

## Filmová adaptace
- Smrť sa volá Engelchen – československé válečné drama režiséra Ivana Baladi z roku 1960. V hlavních rolích Ivan Mistrík, Květa Fialová
- Smrt si říká Engelchen – československé válečné drama režisérů Jána Kadára a Elmara Klose z roku 1963.